# علهج
عَلْهَج (الاسم العلمي: Eomecon)، جنس نباتات  أحادية الطراز عشبية معمرة مُزهرة من فصيلة الخشخاشية وتحتوي على نوع واحد فقط Eomecon chionantha. ومن أسمائه الشائعة خشخاش الثلج وخشخاش الفجر. مهدها الصين.